# Trigun Stampede
Trigun Stampede es una serie de televisión de anime japonesa que sirve como la segunda y reinventada adaptación de la serie de manga Trigun de Yasuhiro Nightow. Está animada por el estudio Orange y dirigida por Kenji Mutō. La primera parte de la serie se emitió en TV Tokyo de enero a marzo de 2023. Una "fase final", titulada Trigun Stargaze, está programada para estrenarse en 2026.

## Sinopsis
En un futuro lejano, la Tierra se ha vuelto inhabitable, obligando a la humanidad a evacuar en flotas coloniales masivas en busca de planetas habitables. Para mantener las flotas y las colonias que eventualmente construirían, la humanidad también creó plantas, formas de vida orgánicas artificiales capaces de producir energía limpia e infinita. En una flota colonial, dos hermanos llamados Vash y Knives nacen con una conexión especial con las plantas y son cuidados por una mujer llamada Rem Saverem. Sin embargo, los sistemas informáticos de la flota colonial fallan repentinamente, provocando que toda la flota se estrelle en el árido planeta Tierra de Nadie. Rem se sacrifica para salvar a Vash y Knives, pero Vash se horroriza al descubrir que Knives fue el responsable del desastre, ya que busca matar a todos los humanos por explotar las plantas.
Muchos años después, los supervivientes de la flota colonial han construido varias ciudades en la superficie de Tierra de Nadie, dependiendo totalmente de las plantas para sobrevivir a las condiciones hostiles. Vash, ya adulto, vaga sin rumbo por el desierto, tras ser tildado de peligroso forajido, apodado "Vash la Estampida" o "Tifón Humanoide", mientras Knives continúa con sus planes y se ha ganado el apodo de "Millones de Cuchillos". Mientras Vash intenta resolver pacíficamente las diferencias entre humanos y plantas, se topa con los periodistas de investigación Meryl Stryfe y Roberto De Niro, lo que marca el inicio de una nueva aventura para los tres.

## Personajes
| Personaje            | Actor de voz (Japón)                       | Actor de voz (México)                       |
| -------------------- | ------------------------------------------ | ------------------------------------------- |
| Vash Estampida       | Yoshitsugu Matsuoka Tomoyo Kurosawa (niño) | Enzo Fortuny Jorge Rafael (niño)            |
| Millions Knives      | Junya Ikeda Yumiri Hanamori (joven)        | Carlos Torres Mateo Mendoza Pantoja (joven) |
| Meryl Stryfe         | Sakura Ando                                | Denisse Leguizamo                           |
| Nicholas D. Wolfwood | Yoshimasa Hosoya                           | David Allende                               |
| Roberto De Niro      | Kenji Matsuda                              | Francisco Villasis                          |
| Legato Bluesummers   | Koki Uchiyama                              | Dafnis Fernández                            |
| Zazie the Beast      | Tarako                                     | por confirmar                               |
| Rem Saverem          | Maaya Sakamoto                             | por confirmar                               |
| William Conrad       | Ryūsei Nakao                               | Óscar Gómez                                 |

## Producción y lanzamiento
El estudio fue animada por Orange, la serie se anunció en junio de 2022. Fue dirigida por Kenji Mutō, con Takehiko Oxi a cargo del borrador de la historia, y Tatsurō Inamoto, Shin Okashima y Yoshihisa Ueda escribiendo el guion. Kōji Tajima fue el diseñador conceptual y se le atribuyó el concepto de los personajes, y Nao Ootsu fue el diseñador jefe. Kōdai Watanabe, Tetsurō Moronuki, Takahiko Abiru, Akiko Satō, Soji Ninomiya y Yumihiko Amano diseñaron los personajes, y Tatsuya Katō compuso la música. La primera parte de la serie se emitió en TV Tokyo y otras cadenas del 7 de enero al 25 de marzo de 2023. El tema de apertura es "Tombi" de Kvi Baba, mientras que el tema de cierre es "Hoshi no Kuzu α" de la cantante Salyu y la compositora Haruka Nakamura. Crunchyroll obtuvo la licencia de la serie fuera de Asia, también incluyendo a Filipinas, Singapur, India, Pakistán, Bután, Sri Lanka, Bangladés, Nepal, Kazajistán y Kirguistán. Medialink obtuvo la licencia de  la serie en el Sudeste Asiático y la transmitió en su canal de YouTube Ani-One Asia.
Al final del episodio 12, se anunció que la "fase final" estaba en producción. En julio de 2024, se anunció que esta fase final se titularía "Trigun Stargaze", y la historia se ambientaría dos años y medio después del final de Trigun Stampede. Será dirigida por Masako Sato, con Oxi regresando para la historia original. Kazuyuki Fudeyasu está a cargo de la escritura y supervisión de los guiones de la serie. Tajima regresó como diseñador de personajes y artista conceptual original. Kiyotaka Oshiyama es el diseñador de personajes de la serie, habiendo trabajado previamente en el diseño de efectos especiales de Trigun Stampede. El estreno de la serie está previsto para 2026.
El 14 de diciembre de 2022, Crunchyroll anunció que la serie "Trigun Stampede" recibió un doblaje en español latino, que se estrenó el 28 de enero de 2023.